# Унія (Ратибор)
Футбольний клуб «Унія» Ратибор (пол. Klub Piłkarski Unia Racibórz) — польський футбольний клуб з міста Ратибор, заснований у 1946 році. Виступає у Четвертій лізі. Домашні матчі приймає на стадіоні «Унії», місткістю 2 500 глядачів.

## Назви
- 1946—1949: Спортивний клуб «Планія» Ратибор
- 1949: ЗКС «Хемік» Ратибор
- 1949—1957: ЗКС «Унія» Ратибор
- 1957—1997: Спортивний клуб «Унія» Ратибор
- 1997—2008: РТП «Унія» Ратибор
- з 2008: Футбольний клуб «Унія» Ратибор.